# Crâmpoia, Olt
Crâmpoia este satul de reședință al comunei cu același nume din județul Olt, Muntenia, România. Se află în partea de est a județului, în Câmpia Boian, pe Vedea.